# پاریس (میسیسیپی)
پاریس (به انگلیسی: Paris) یک منطقهٔ مسکونی در ایالات متحده آمریکا است که در شهرستان لافایت، میسیسیپی واقع شده‌است. پاریس ۱۱۳٫۰۸ متر بالاتر از سطح دریا واقع شده‌است.